# 弗朗索瓦-阿德里安·布瓦尔迪厄

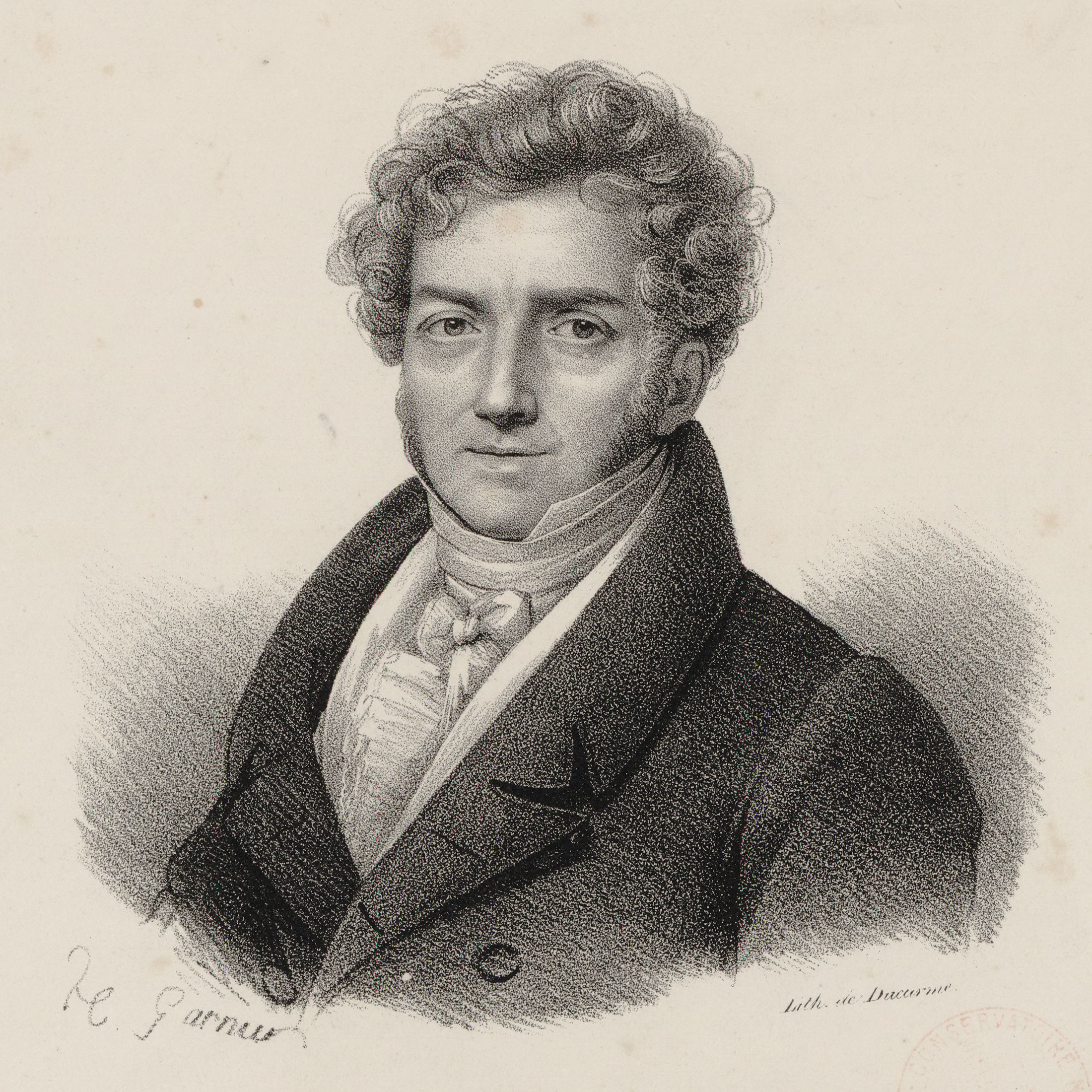
布瓦尔迪厄像

弗朗索瓦·阿德里安·布瓦尔迪厄（法語：François-Adrien Boieldieu，法語發音：[fʁɑ̃.swa a.dʁi.(j)ɛ̃ bɔ.jɛl.djø],，亦作[bwa(.ɛ)l.djø])；1775年12月16日—1834年10月8日），法国作曲家。父亲是鲁昂当地的主教，早年学习演奏管风琴和钢琴，后来到巴黎定居，与著名小提琴家罗德合作举办过许多音乐会。1793年他的第一部歌剧《有罪的女儿》上演获得成功，自此走上创作歌剧的道路。1803年曾到圣彼得堡担任指挥，回国后任巴黎音乐学院教授。
布瓦尔迪厄一生共写有四十多部歌剧，以喜歌剧最为出色，特别是《巴格达的酋長》和《白衣女郎》。他的作品生活气息浓郁，旋律优美动人，戏剧性强，在法国音乐史上地位很高。

## 作品節選
- 《巴格达的酋長》（Le calife de Bagdad）
- 《白衣女郎》（La dame blanche）

## 外部連結
- 弗朗索瓦-阿德里安·布瓦尔迪厄的免费乐谱，由国际乐谱典藏计划提供
- 在Find a Grave上的弗朗索瓦-阿德里安·布瓦尔迪厄